# Пісківська сільська рада (Лохвицький район)
Пісківська сільська рада — колишній орган місцевого самоврядування у Лохвицькому районі Полтавської області з центром у селі Піски.

## Населені пункти
Сільській раді підпорядковані населені пункти:
- c. Піски
- c. Шевченки
- c. Яремівщина

## Голови сільської ради
1. Пройдак Григорій Петрович (позафракційний) (31.10.2010 - 24.10.2015)[1]
2. Пройдак Григорій Петрович (позапартійний) Чинний (Місцеві вибори 25.10.2015)[2]

## Депутатський корпус
(31.10.2010 - 24.10.2015)
1. Спичка Тетяна Іванівна (Патрія Регіонів)
2. Пєхтєрєв Микола Іванович (Політична партія "Фронт Змін")
3. Абгарян Алла Миколаївна (Патрія Регіонів)
4. Бондарчук Андрій Миколайович
5. Дадачка Віра Василівна (позафракційна)
6. Тур Ніна Михайлівна (Патрія Регіонів)
7. Литвиненко Любов Володимирівна (Патрія Регіонів)
8. Кузьменко Лариса Іванівна (Єдиний Центр)
9. Єресько Оксана Павлівна (Патрія Регіонів)
10. Дадачко Ірина Анатоліївна (позафракційна)
11. Трикозенко Дмитро Михайлович (Патрія Регіонів)
12. Мельничук Ілля Максимович (Політична партія "Фронт Змін")
13. Кривобок Олександр Іванович (Партія Регіонів) обрано 25.01.2011
14. Блик Алла Михайлівна (Патрія Регіонів)
15. Піддубна Оксана Олексіївна (позафракційна)
16. Самофал Катерина Іванівна  (Політична партія "Фронт Змін")
17. Гребенюк Лідія Вікторівна (позафракційна)
18. Коломієць Борис Іванович (Єдиний центр)
19. Олійник Ганна Степанівна (позафракційна)
20. Кухоцький Микола Миколайович (позафракційний)

Чинний склад (Місцеві вибори 25.10.2015)
1. Пєхтєрєв Микола Іванович (самовисування, безпартійний)
2. Силкіна Наталія Іванівна (самовисування, безпартійна)
3. Бондарчук Андрій Михайлович (самовисування, безпартійний)
4. Васенко Лілія Віталіївна (самовисування, безпартійна)
5. Литвиненко Любов Володимирівна (самовисування, безпартійна)
6. Савченко Олена Костянтинівна (самовисування, безпартійна)
7. Єресько Оксана Павлівна (самовисування, безпартійна)
8. Дадачка Віра Василівна (самовисування, безпартійна)
9. Трикозенко Дмитро Михайлович (самовисування, безпартійний)
10. Мельничук Ілля Максимович (самовисування, безпартійний)
11. Піддубна Оксана Олексіївна (самовисування, безпартійна)
12. Радкевич Олександр Васильович (самовисування, безпартійний)
13. Самофал Катерина Іванівна (самовисування, безпартійна)
14. Олійник Ганна Степанівна (самовисування, безпартійна)